# Fabian Beqja
Fabian Beqja, född den 15 februari 1994 i Durrës i Albanien, är en albansk fotbollsspelare som spelar för albanska KF Teuta Durrës.
Beqja inledde sin karriär 2011 som 17-åring i U19-lagen för KF Teuta Durrës. Han gjorde två mål i 21 matcher i första säsongen och femton mål i 27 matcher i andra säsongen, vilket väckte intresse hos A-laget. Han kom med i A-laget 2013 och gjorde sin debut den 23 oktober samma år i en cupmatch mot KF Besëlidhja Lezhë.